# Црногорско-турски рат (1852—1853)
Црногорско-турски рат 1852—1853. је био сукоб Црне Горе и Османског царства. Представљало је одговор Османског царства на помоћ Црне Горе у борби Херцеговаца против Турака. Црна Гора је изашла из рата као победница.

## Позадина
Османско царство почело је рат против Црне Горе, да би казнило Црногорце због помоћи Херцеговцима у борби против Турака и спречило Црну Гору да постане кнежевина с кнезом Данилом Петровићем на челу. После одбијања Црне Горе да се преда, Турци су кренули 23. новембара 1852. ка Цетињу са 25.000 војника у намери да разбију црногорску војску која је бројала око 9.000 војника, али су се повукли после интервенције европских сила — Русије и Аустрије које су издејствовале прекид борби у фебруару 1853. Из рата је Црна Гора изашла материјално исцрпљена, али и морално ојачана, а независност је изборила и успоставила границе према Османском царству после победе над турском војском у бици на Граховцу 1858.

## Однос снага
Турска армија, у јачини од 33.400 војника и официра, напала је Црну Гору у четири колоне. Први одред од 17.400 војника и официра, под непосредном командом Омер-паше Латаса и скадарског везира Осман-паше, кретао се од Спужа ка Мартинићима и Острогу. Други одред, у јачини од 7.000 војника, под командом Селим-бега барског и Мустафа-паше, кретао се од Бара ка Црмници. Трећи одред, под командом Исмаил-паше, у јачини од 5.000 војника и официра, имао је задатак да од Никшића продре низ Острошки кланац и што прије успостави везу са главнином турске војске. Четврти одред, од 4.000 војника и официра, под командом Дервиш-паше, дивизијског генерала, кретао се ка Грахову с циљем да по овладавању Граховом покуша продор ка Трешњеву и даље ка средишту Црне Горе. Омер-паша командовао је операцијама из Подгорице. Један од ратника против Црне Горе је био и Џеладин-паша Зогољ, потомак Црнојевића.
Црногорске снаге у одбрани чинили су борачки састави четири црногорске нахије у јачини од око 10.000 бораца. Главнина, под непосредном командом књаза Данила, била је концентрисана према Спужу и Подгорици. На секторима према Црмници на споредном правцу, снагама је командовао Ђорђије Петровић. А на сектору према Никшићу, са малим одредом Црногораца, упутио се војвода Мирко Петровић, док су према Грахову остајале само снаге војводе Јакова Даковића, ослоњене на помоћ коју су им несебично пружали мањи одреди из Цуца.
Помоћне црногорске снаге у јачини од око 10.000 ратника чинили су састави из Бјелопавлића, Пипера, Куча, Роваца и Мораче и имале су задатак да дејствују у саставу одреда на споредним правцима, а дјелимично као дијелови убачени у непријатељску позадину.

## Ратна дејства
Операције су отпочеле 29. децембра 1852. (по јулијанском календару) 9. јануара 1853. године истовременим нападом турских снага на Црмницу, Грахово, Брда и Морачу. Првог дана ратовања жестоке борбе вођене су у Жупи никшићкој, гдје се налазио војвода Мирко Петровић са одредом од око 150 бораца, састављеном углавном из Катунске нахије и Жупе. Жестоке борбе вођене су и у Црмници, гдје су у почетку турске јединице имале за противника само неколико стотина Црмничана. Пружали су очајнички отпор. Чак су жене и дјеца учествовали у окршајима. Убрзо им стижу појачања из Катунске и Ријечке нахије и овај дио фронта је стабилизован, а Турци приморани да из напада пређу у одбрану.

## Борбе око Мартинића
Жестоке борбе вођене су и у Мартинићима. Ту су, такође, турске снаге заустављене, док је на сектору према Грахову дошла до пуног изражаја турска бројчана и материјална надмоћ. Командант одбране Грахова Јаков Даковић био је заробљен и убијен. До оваквог развоја догађаја дошло је пошто Даковић није уважио упутства књаза Данила о еластичној одбрани, већ је са својим снагама остао у утврђеном положају.
Најзначајнија ратна дејства извођена су на линији Подгорица — Спуж — Острошки кланац — Никшић, гдје је, по замисли турског главнокомандујућег, по спајању двију турских групација требало овладати лијевом обалом Зете. Овај правац требало је да послужи као оперативна основица за извођење главног удара по стратегијском правцу Подгорица — Кокоти — Царев Лаз — Ријека Црнојевића.
Док су у долини Зете вођени жестоки бојеви, а нарочито на Височици 16. јануара 1853, дотле су снаге Исмаил-паше из Никшића кренуле једним дијелом ка Планиници, а другом ка Жупском манастиру. Ту су се сукобили са жупанским устаницима и војводом Мирком Петровићем. Снаге које су се кретале ка Повији заустављене су, док се војвода Мирко Петровић послије жестоког окршаја код Жупског манастира, који су Турци успјели да запале, повукао са својим одјељењем у Острошки кланац. Најзад су снаге Исмаил-паше успјеле да неутралишу и црногорски отпор на линији Кунак-Повија-Острог, заузму Доњи манастир и приморају војводу Мирка да се брани из утврде у Горњем манастиру.
У међувремену, турске снаге које су надирале из правца Спужа успоставиле су контакт са снагама Исмаил-паше.

### Одбрана манастира Острог
Запосиједањем читаве лијеве обале Зете, Турци су одсјекли сјеверна црногорска племена од главнине. Тиме је и положај бранилаца Острога (52 Црногорца, под командом војводе Мирка Петровића) постао готово безнадежан. Храбро држање бранилаца, ући ће у легенду као примјер највећих прегнућа у овом рату.
Док су Турци палили села у долини Зете, и сталним бомбардовањем и јуришима покушавали да сломе отпор бранилаца Острошког манастира, у Церову, на десној обали Зете прикупила се главнина црногорских снага. Десним крилом ослањале су се оне црногорске снаге које су држале положаје на најосјетљивијем дијелу фронта, на линији Загреда — Загарач — Сађавац — Кокоти. Двојици заточника из Манастира пошло је за руком да се ноћу провуку кроз турски распоред снага и обавијесте књаза Данила у Церову. Књаз је издвојио одред од 300 пробраних ратника, под командом Пера Томова Петровића, који је током ноћи 20. јануара неопажено пришао турским положајима, са јужне стране Острошког манастира и литице, и извршио изненадни јуриш на турски борбени распоред наносећи им тешке губитке (око 150 погинулих Турака и десет Црногораца). Истовремено, браниоци манастира су извршили пробој и спојили се са одредом Пера Петровића, а затим се сви заједно брзо повукли.
Послије острошке операције наступило је затишје на читавом ратишту. Омер-паша је оклијевао да отпочне општи напад на главнину црногорских снага и продирање у дубину црногорске слободне територије. Са вишевјековним искуством из црногорско-турских ратова то оклијевање се чини потпуно разумним.
Књаз Данило је очекивао да ће Париски мир повољно ријешити црногорске односе са Турском. Европска дипломатија, међутим, разочарала је и огорчила књаза Данила и Црногорце. Непосредним ангажовањем у Бечу и Паризу књаз Данило је успио да скрене пажњу европске дипломатије на Црну Гору и постави је као проблем у сплету источне политике. Али, по повратку са европске турнеје са још већом енергијом сређује прилике у земљи, и потпаљује фитиље национално-ослободилачког бунта у сусједним крајевима, нарочито у Херцеговини. Устаничке снаге у сјеверозападној Црној Гори и Херцеговини, које још од Омер-пашине 1852. године не одлажу оружје, сада добијају и његову јавну подршку.